# Seiphora seitonis
Seiphora seitonis är en insektsart som beskrevs av Matsumura 1942. Seiphora seitonis ingår i släktet Seiphora och familjen spottstritar. Inga underarter finns listade i Catalogue of Life.